# Jákup Simonsen
Jákup Simonsen (17 febbraio 1966) è un ex calciatore faroese, di ruolo centrocampista.

## Carriera

### Nazionale
Ha collezionato 5 presenze con la propria Nazionale.